# Памятник Царю-освободителю
Памятник Царю-освободителю (болг. Паметник на Цар Освободител), также называется Памятник Освободителям (болг. Паметник на Освободителите) — конный памятник в центре Софии, столице Болгарии.
Возведён в честь русского императора Александра II, освободившего Болгарию от османского владычества в русско-турецкой войне 1877—1878 годов.

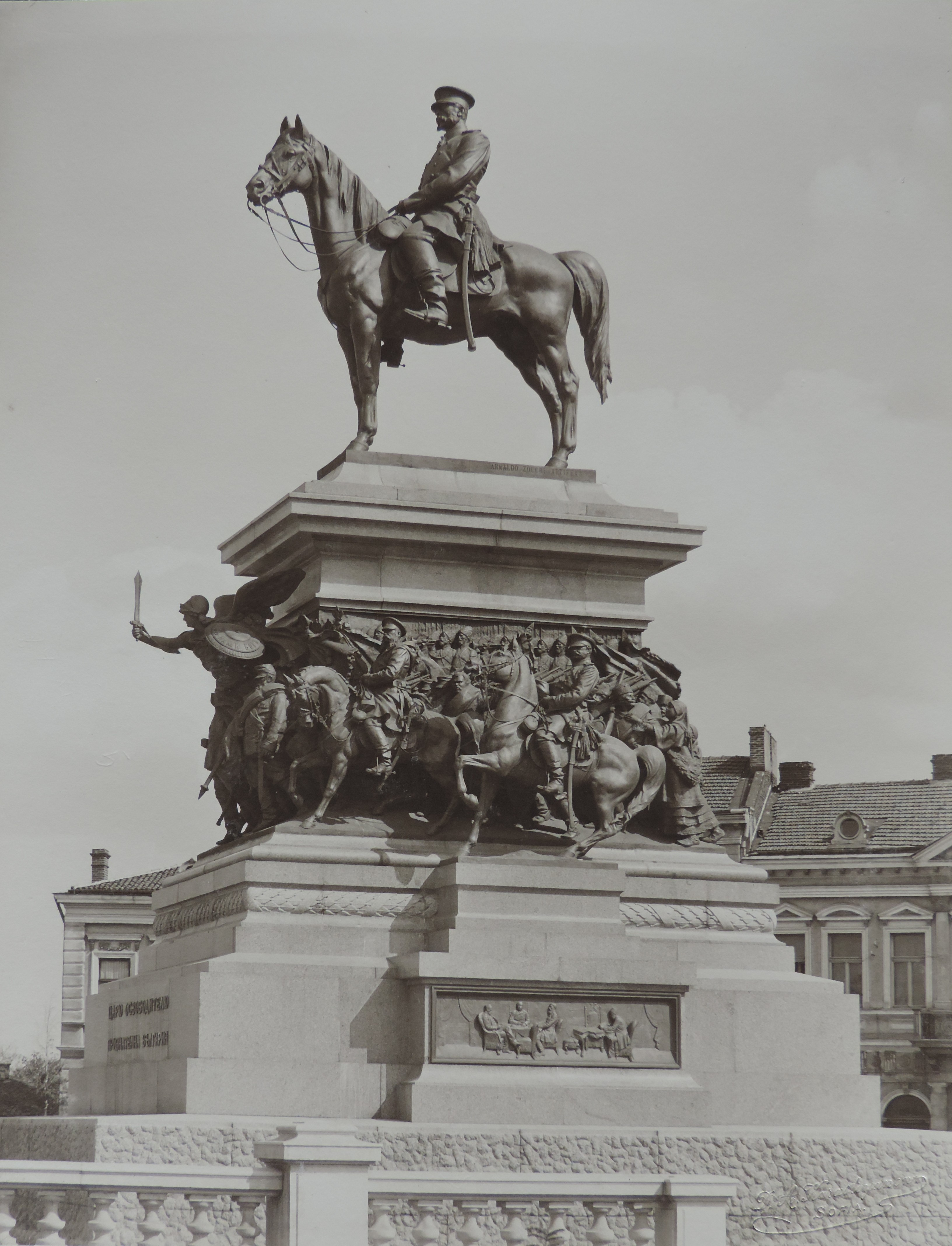
Памятник в начале XX века

В 1890-е годы по инициативе бывших болгарских ополченцев войны 1877-1878 годов в Софии возникла мысль создания памятника Александру II. На его строительство были использованы средства муниципалитета Софии, от болгарского князя Фердинанда, а остальные средства были собраны как пожертвования болгарского народа. Был объявлен конкурс на лучший проект конной статуи российского императора-освободителя Александра II. В конкурсе участвовали несколько десятков скульпторов из более чем 10 стран. На конкурс прибыло около 120 ящиков с макетами. 20 сентября 1900 года князь Фердинанд открыл заседание членов жюри для выбора финального варианта. Победителем конкурса стал скульптор из Италии Арнольдо Дзокки. Этот памятник считается одной из лучших работ флорентинского скульптора Арнольдо Дзокки. Первый камень заложен 23 апреля 1901 года (Юрьев день). Работа была окончена 15 сентября 1903 года. Но несколько лет памятник стоял накрытым и огороженным. Торжественное открытие и освящение состоялось только 30 августа 1907 года в присутствии болгарского князя Фердинанда І, сына Александра II великого князя Владимира Александровича, его супруги Марии Павловны, их сына Андрея Владимировича, бывших военных министров Болгарии генералов Каульбарса и Паренсова, бывшего командира болгарского ополчения генерала Столетова и скульптора Арнольдо Дзокки.
Памятник построен из полированного гранита. Он состоит из цокольного пьедестала, средней части с фигурами и массивным ренессансным карнизом. Памятник венчает скульптура Александра ІІ, восседающего на коне. Конная фигура Александра II высотой 4,5 метра выполнена из бронзы. Бронзовый венок в основании постамента — подарок Румынии, в память о румынских солдатах и офицерах, погибших в войне за освобождении Болгарии. В малых скульптурах по бокам изображены в том числе герои освободительной войны: русские генералы И.В. Гурко, М.Д. Скобелев, а также главнокомандующий Великий князь Николай Николаевич. На переднем фасаде памятника изображены скульптуры русских солдат-богатырей, несущих богиню Нику на своих плечах, а за ними — болгарские ополченцы. В нижних боковых барельефах изображены — сражение под старой Загорой, подписание Сан-Стефанского мирного договора и открытие Учредительного собрания в Тырново. Высота памятника около 13 метров. На цоколе спереди надпись на болгарском золотыми буквами 'ЦАРЮ ОСВОБОДИТЕЛЮ ПРИЗНАТЕЛЬНАЯ БОЛГАРИЯ'.
Во время бомбардировок Второй мировой войны памятник сильно пострадал. С 2012 по 2013 год памятник полностью отремонтировали (конную статую снимали для ремонта) и торжественно представили заново 3 марта 2013 года (к 135-й годовщине со дня освобождения Болгарии, при финансировании российского благотворительного фонда «Поколение»). Памятник русскому царю расположен на площади лицом к зданию болгарского парламента.

## Галерея

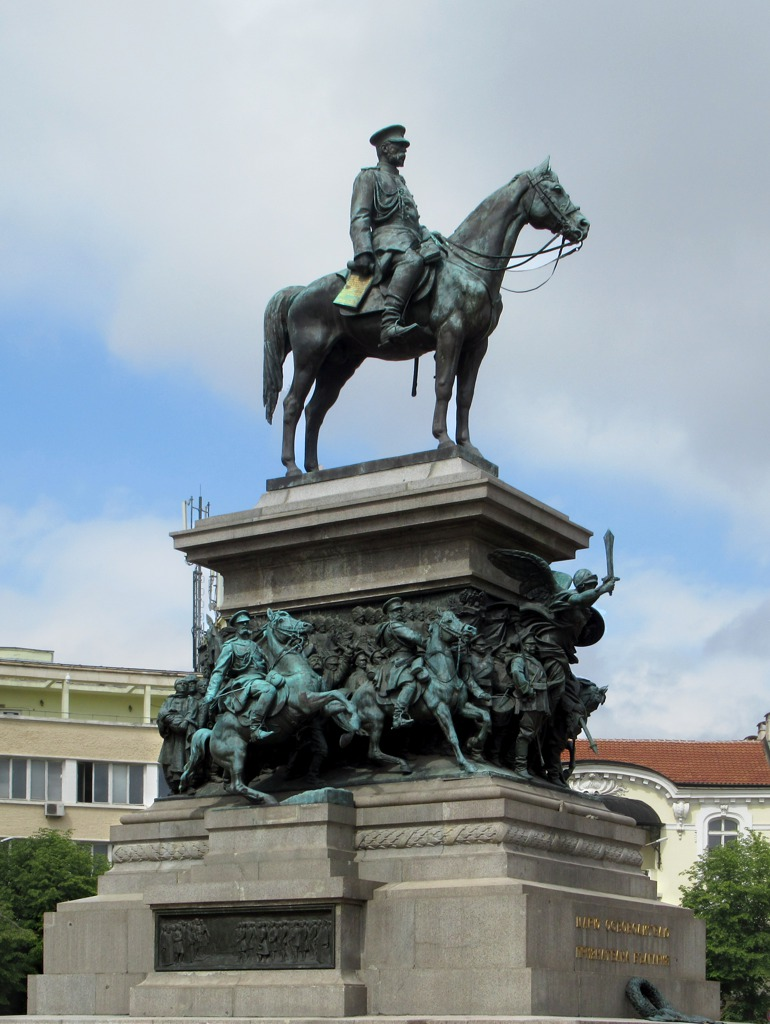
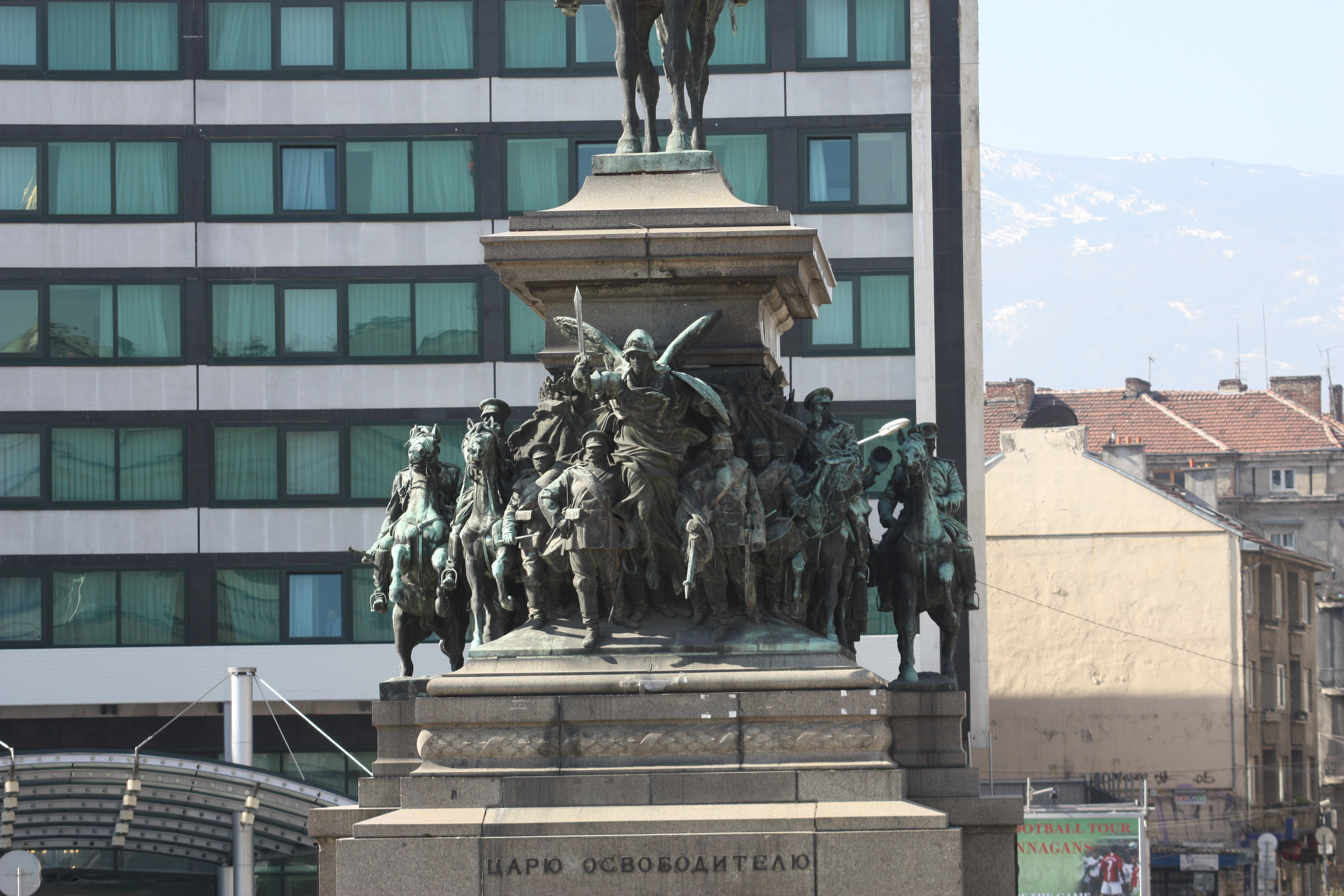
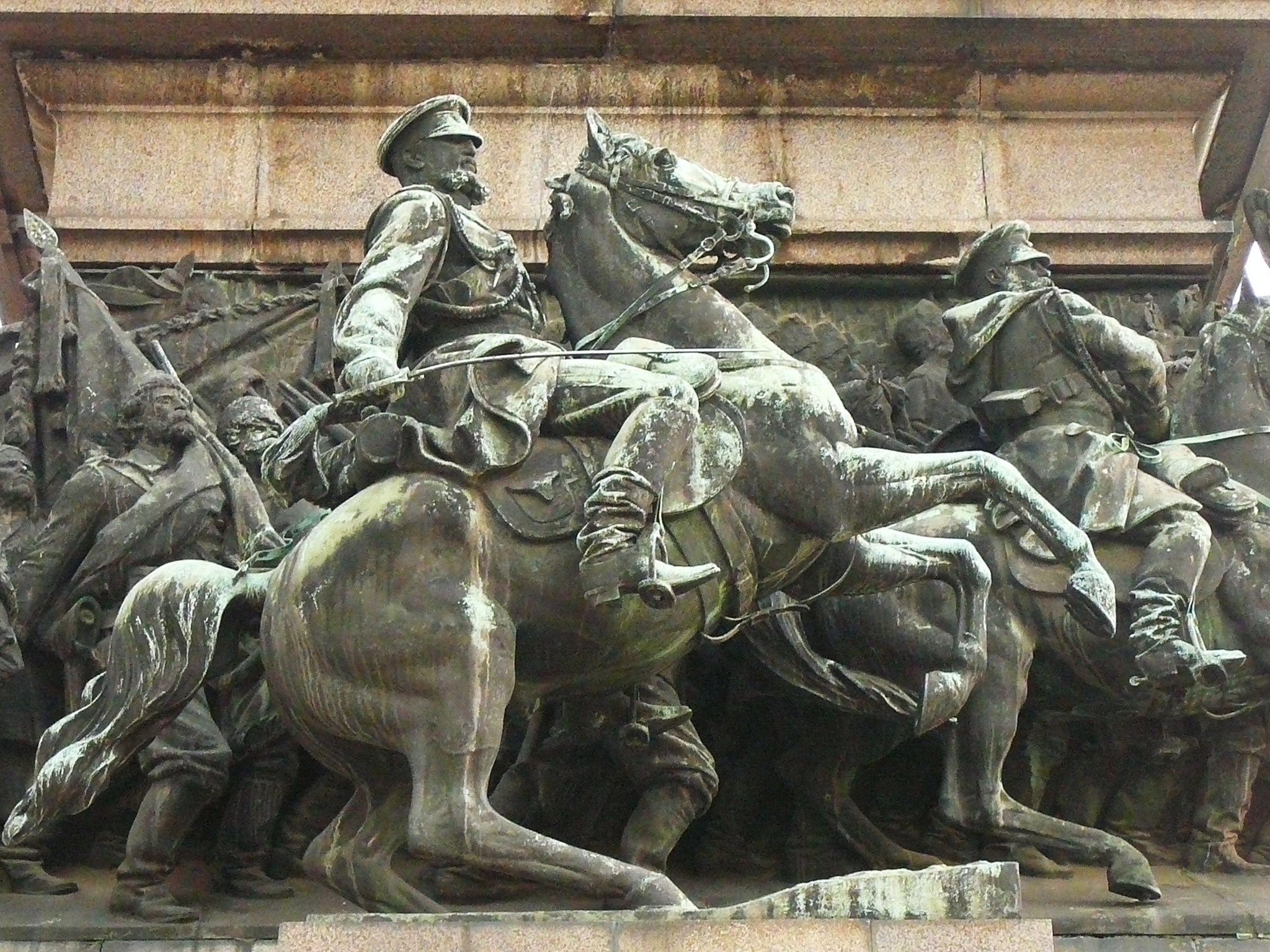
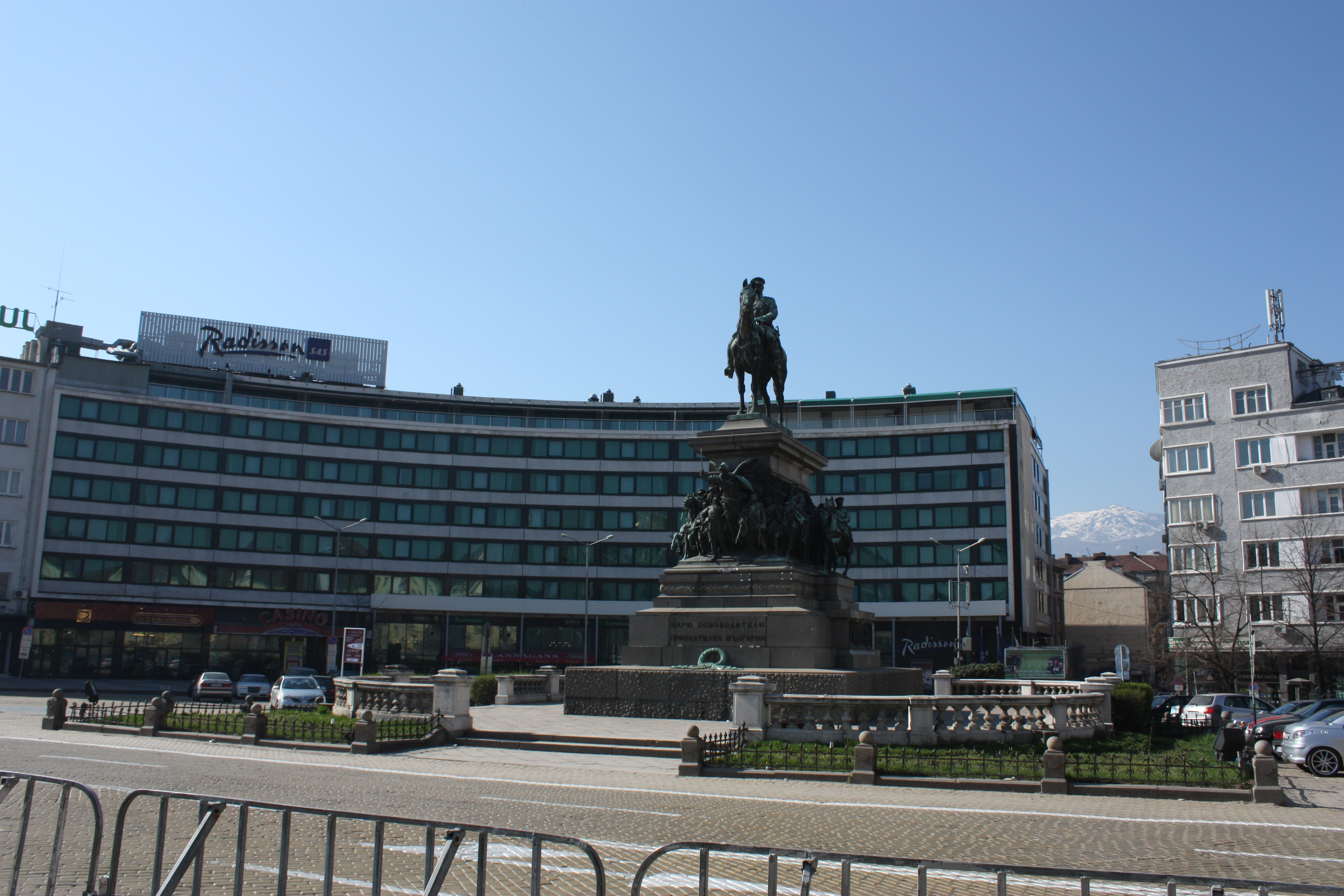
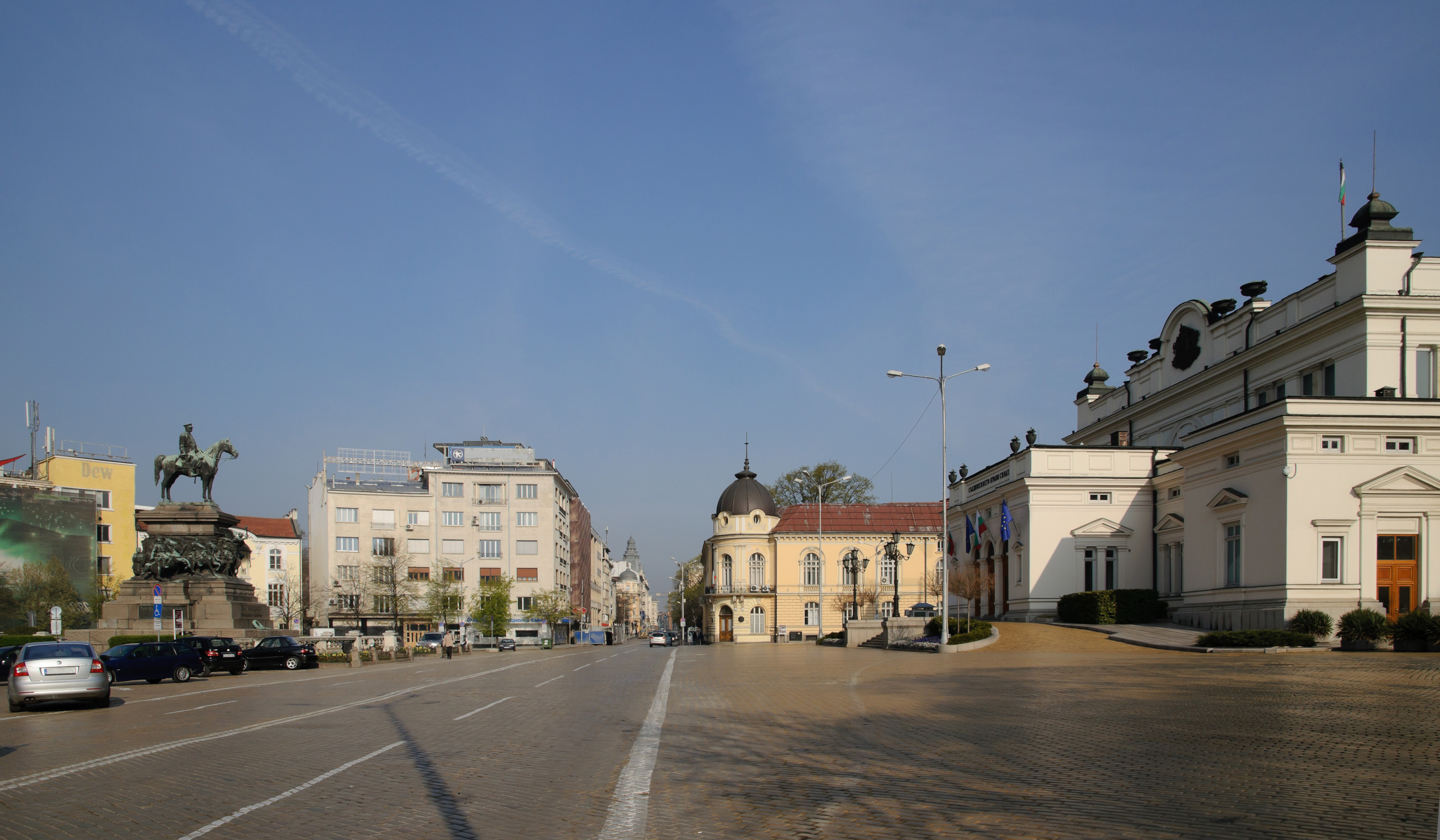